# نادي فيشر أثليتيك
نادي فيشر أثليتيك هو نادي شبه احترافي لكرة القدم من جنوب شرق لندن، والذي لعب مؤخرًا في دوري الجنوب، وهو أحد الدوريين اللذين يشكلان الطبقة السادسة من نظام الدوري الإنجليزي لكرة القدم. النادي القائم على برموندزي مشترك أرضيًا في ملعب تشامبيون هيل، منزل دولويتش هامليت. تم إيقافه من قبل المحكمة العليا، بعد فشلهم في سداد ديونهم، في 13 مايو 2009. ومع ذلك، تم الإعلان في 29 مايو عن تشكيل نادي جديد، فيشر إف سي. تم انتخاب النادي الجديد لدوري كينت لموسم 2009-2010.

## التاريخ
تم تأسيس النادي في عام 1908 من قبل مايكل كوليتون، مدير مدرسة دوكلاند، لتوفير المرافق الرياضية للشباب المحرومين في برموندسي. تم تسمية النادي على اسم الشهيد الكاثوليكي سانت جون فيشر. وبالتالي فهو واحد من الأندية الرياضية القليلة في العالم التي تأخذ اسمها من شخص. كان أقرب جار للنادي هو نادي ميلوول، ولكن نادرا ما التقى الفريقان في مباراة تنافسية، لم يكن هناك تنافس قوي. غالبًا ما اعتبر نادي دولويتش هامليت أقرب المنافسين للفريق.
تنافس الفريق في بطولات الدوري المختلفة قبل الانتقال في عام 1961 إلى دوري بارثينون حيث بقى حتى نهاية موسم 1965/66. ثم انتقل إلى دوري كينت للهواة لموسم 1967-1968.
تم انتخاب النادي لبطولة سبارتان الرياضية في عام 1975 وفاز بالبطولة مرتين متتاليتين في موسم 1980-81 وموسم 1981-1982. تزامن الموسم الأخير مع الانتقال إلى ملعبه الحالي، الملعب المصمم لهذا الغرض في ملعب ساري دوكس.
تم انتخاب النادي للقسم الجنوبي للدوري الجنوبي لموسم 1982-83 وفاز بالبطولة في المحاولة الأولى، وحصل على الترقية إلى الدوري الممتاز للدوري الجنوبي. في موسم 1984–85 شهد فيشر بلوغ الجولة الأولى من كأس الاتحاد الإنجليزي، وخسر بنتيجة 1-0 أمام نادي بريستول سيتي.
في موسم 1986-1987 فاز النادي بلقب الدوري الجنوبي وتمت ترقيته إلى كأس الاتحاد الإنجليزي حيث خسر مرة أخرى 1-0، أمام نادي بريستول روفيرز.

## الملعب
كان الملعب التقليدي للنادي هو ملعب ساري دوكس بسعة 5300 في روثرهايت، ولكنه يلعب ألعاب الإياب على أرض ملعب نادي دولويتش هاملت بينما تم إعادة تطوير ملعبه.
يقع الملعب في جنوب لندن، على مسافة قصيرة من ذا دان. كان لدى النادي خطط لإعادة تطوير الملعب لجعله يصل إلى معايير دوري كرة القدم بحلول بداية موسم 2009-2010. أعلن النادي في نوفمبر 2007 أنه يفضل الانتقال إلى استاد جديد يتسع لـ 10000 مقعد على موقع مسار ألعاب القوى في ساوثوارك بارك، لكن إعادة بناء ملعب ساري دوكس لا تزال ممكنة.

## إنجازات
- كأس لندن للكبار
  - الفائزون 1984–85 ، 1987–88 ، 1988–89 ، 2004–05 ، 2005–06

## روابط خارجية
- تقرير المباراة من موسم 2010/11